# Freedom! '90
"Freedom! '90" (também conhecida apenas por "Freedom") é uma canção escrita, produzida e interpretada por George Michael, e lançada pela Columbia Records em 1990. O "90" adicionado ao final do título para não ser confundida com um hit da ex-banda de Michael Wham!, também intitulada "Freedom". O instrumental da canção veio de Funky Drummer de James Brown.
É o terceiro single do segundo álbum de estúdio lançado a 3 de Setembro de 1990, Listen Without Prejudice Vol. 1.

## Videoclipe
Inspirado no ensaio fotográfico de Peter Lindbergh, para a capa de janeiro de 1990 da edição britânica da Vogue, Michael convidou as cinco modelos que aparecessem na capa para estrelar o clipe, Naomi Campbell, Linda Evangelista, Tatjana Patitz , Christy Turlington e Cindy Crawford. O vídeo foi dirigido por David Fincher e foi filmado em um vasto edifício no bairro londrino de Merton.
O clipe estreou algumas semanas após as filmagens e foi exibido intensamente na programação da MTV, se tornando um dos videoclipes mais famosos da época.

## Desempenho
"Freedom! '90" tinha 6:30, mas uma versão mais curta foi disponibilizada para tocar nas rádios. O single alcançou a 28ª posição na parada de singles do Reino Unido. Nos Estados Unidos o single teve um ótimo desempenho, alcançando a 8ª posição na Billboard Hot 100, vendendo mais de 500 mil cópias, sendo certificado com disco de ouro pela RIAA. Ele permaneceu no top 40 da Billboard por 12 semanas, do final de 1990 ao início de 1991.

## Versão de Robbie Williams
"Freedom! '90" é o single de estreia do cantor Robbie Williams, desde a sua saída da banda Take That.
O single atingiu o número 2 no Reino Unido, tendo mesmo superado George Michael, não tendo nunca sido incluído em nenhum dos seus álbuns de estúdio, até 2010, quando foi editado no álbum dos melhores êxitos, In and Out of Consciousness: Greatest Hits 1990–2010.

### Paradas
| Parada (1996)                    | Posições |
| -------------------------------- | -------- |
| Reino Unido - UK Singles Chart   | 2        |
| Austrália - ARIA Charts          | 6        |
| Irlanda - IRMA                   | 6        |
| Finlândia - Mitä hittiä          | 7        |
| Itália - FIMI                    | 8        |
| Suíça - Schweizer Hitparade      | 8        |
| Alemanha - Media Control Charts  | 10       |
| Países Baixos - Acharts.us       | 12       |
| Bélgica - Ultratop 50 (Flandres) | 16       |
| Bélgica - Ultratop 40 (Valônia)  | 16       |
| Áustria- Ö3 Austria Top 40       | 19       |
| Suécia - Sverigetopplistan       | 24       |
| Nova Zelândia - RIANZ            | 39       |